# Serruria aitonii
Serruria aitonii är en tvåhjärtbladig växtart som beskrevs av Robert Brown. Serruria aitonii ingår i släktet Serruria och familjen Proteaceae. Inga underarter finns listade i Catalogue of Life.